# Epiphile dilecta
Epiphile dilecta is een vlinder uit de familie Nymphalidae. De wetenschappelijke naam van de soort is voor het eerst geldig gepubliceerd in 1913 door Johannes Karl Max Röber.